# Берубе, Райан
Райан Томас Берубе (англ. Ryan Thomas Berube; род. 26 декабря 1973 года, Текуеста, Флорида, США) — американский пловец. Специализируется в плавании вольным стилем, на спине, и комплексным плаванием.
Дебютировал в составе сборной страны на Панамериканских играх 1995 году, он выиграл золотую медаль в 4x200 эстафете.
В следующем году он участвовал в Олимпийских играх 1996 году и завоевал золотую медаль.
Он тренируется в Южном методистском университете.